# Walkaloosa
Le Walkaloosa est un registre généalogique visant à constituer une race de chevaux d'allures et de couleur, aux États-Unis.

## Histoire
Ce cheval est aussi nommé « Gaited Appaloosa ». Il résulte d'un croisement entre deux races, le Tennessee Walker et l'Appaloosa. Son registre généalogique est créé en 1983, lors de la fondation de la Walkaloosa Horse Association,,. Ce registre Walkaloosa est l'un des deux registres créés aux États-Unis pour les chevaux à robe tachetée possédant une allure supplémentaire, avec celui du Tiger horse.
L'existence de la Walkaloosa Horse Association est toujours répertoriée en 1992, puis en 2007, avec un siège à Carefree, en Arizona.

## Description
CAB International lui attribue une taille de 1,42  à   1,57 m.
Le Walkaloosa est à la fois un cheval de couleur et un cheval d'allures. Il ressemble beaucoup à l'Appaloosa. Sa tête est de profil rectiligne. L'encolure peut être arquée. Les épaules sont inclinées. La croupe présente une légère inclinaison. 
Sa robe est toujours une expression du complexe léopard. Parmi ses allures supplémentaires, il déploie un amble nommé Indian Shuffle qui procure du confort en selle.
D'après Judith Draper, pour être enregistré comme Walkaloosa, un cheval doit répondre au moins à l'un de ces trois critères : avoir deux parents eux-mêmes Walkaloosa enregistrés, être un cheval d'allures avec une robe tachetée léopard, ou être un cheval de robe tachetée léopard issu de races Paso Fino, Tennessee Walker ou Fox-trotter du Missouri.

## Utilisations
Le Walkaloosa peut être monté en équitation de loisir. C'est aussi une bonne monture de randonnée équestre et en travail avec le bétail.

## Diffusion de l'élevage
Ce cheval est présent aux États-Unis,.